# 演讲台
演讲台（Rostra）是古罗马的一个平台，长官、政治家、倡导者和其他演讲者在上面向聚集的罗马人民演说，进行刑事审判。最初的演讲台由占卜师诸圣成为一座神庙（templum），在罗马共和国时期位于古罗马广场附近的户外集会场（Comitium），早在公元前4世纪已经建成。这个演讲台历经重建、搬迁，扩大了若干倍。最后的变化发生在凯撒重新安排元老院的地位时，另外新建了一个演讲台来取代它。他的继任者奥古斯都完成了恺撒开始的，最终被称为Rostra Vetera，以区别于后来在罗马帝国时期的数次扩建。